# Unterer Wöhrd
Der Untere Wöhrd (früher auch Unteres Wehr) ist eine besiedelte Flussinsel in der Donau im Stadtgebiet der deutschen Stadt Regensburg. Die Insel ist die östliche der beiden großen Donau-Inseln im Stadtgebiet von Regensburg. Die westliche heißt Oberer Wöhrd.

## Lage und Anbindung
Zwischen Flusskilometer 2.381,3 und 2.377,8 der Donau liegen die beiden Inseln „Oberer Wöhrd“ und „Unterer Wöhrd“ im Stadtgebiet von Regensburg. Der Untere Wöhrd ist die östliche der Inseln und erstreckt sich von der Steinernen Brücke bis zur Lazarettspitze, wo sich der Regen und die beiden Arme der Donau vereinen. An der Entstehung des heutigen Flusssystems mit den beiden Donauarmen und den beiden Donauinseln war neben dem Fluss Regen auch noch die Naab und – wie zu erwarten – besonders die Donau beteiligt. Der Untere Wöhrd entstand zu der Zeit, als im 2. Jahrhundert das römische Legionslager Castra Regina erbaut wurde, während der Obere Wöhrd erst kurz nach 1300 entstand. Details der Entstehung des Fluss-Insel-Systems sind beim Oberen Wöhrd ausführlich beschrieben.
Mit einer Fläche von etwa 28 ha und einer Länge von rund 1,8 km ist der Untere Wöhrd die kleinere der beiden Donauinseln. Die Insel ist Wohnort für ca. 1200 Einwohner (Stand 2013). Die Verkehrsverbindung zur Regensburger Altstadt erfolgt über die Eiserne Brücke. Im Osten ist die Insel über eine Auffahrt zur Nibelungenbrücke an die nördlichen Vororte angebunden. Der sog. Grieser Steg, eine Fußgänger- und Fahrradbrücke über den Mühlkanal und den Nordarm der Donau, schafft die Verbindung zum Stadtteil Stadtamhof. Der seitlich mit im Flussbett verankerten Pfählen stabilisierte Steindamm – genannt Beschlächt – unterquert die Steinerne Brücke und verbindet seit 1388 die beiden Donauinseln. Der Steindamm ist bei normalem Wasserstand in beide Richtungen für Fußgänger passierbar und ist eine attraktive Verbindung zwischen der Badstraße auf dem Oberen Wöhrd und der Wöhrdstraße auf dem Unteren Wöhrd mit spektakulären Ausblicken auf die Altstadt von Regensburg.

## Nutzung und Besiedlung
Der Untere Wöhrd lag zwar außerhalb der Stadtmauern von Regensburg, war aber trotzdem ein wichtiger Bestandteil des Stadtgefüges und wurde schon früh durch die Besiedlung von Fischern und Schiffern geprägt. Ab 1550 wurden auf dem Unteren Wöhrd Viehweiden, Gewerbebetriebe und Einrichtungen angesiedelt, die im Stadtgebiet unerwünscht waren oder hohen Platzbedarf hatten, beispielsweise Ziegel- und Kalkbrennöfen und eine große Fläche zum Bleichen der Wäsche, die auch auf dem Stadtplan von 1700 dargestellt ist.

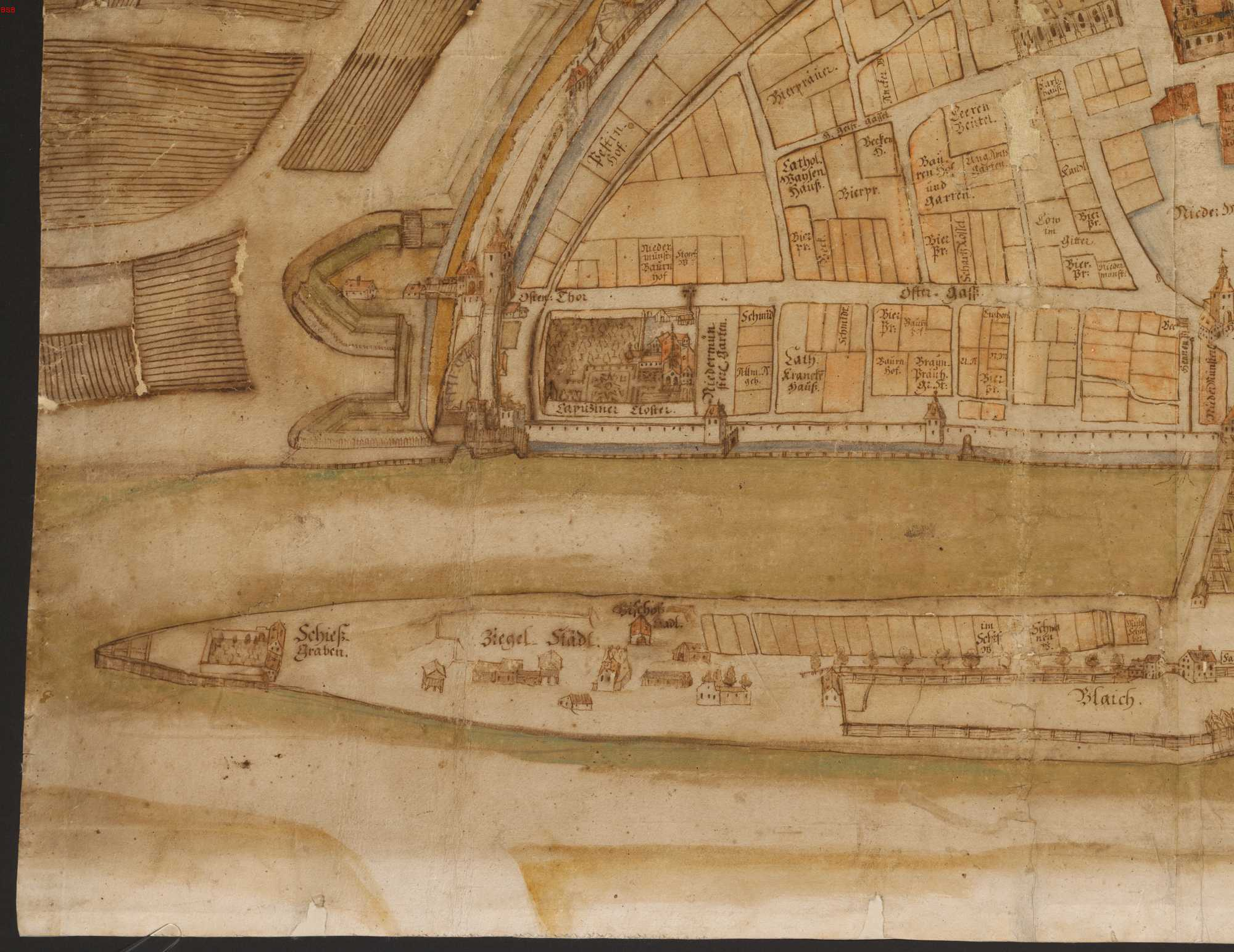
Stadtplan 1700, Donauufer mit Unterem Wöhrd

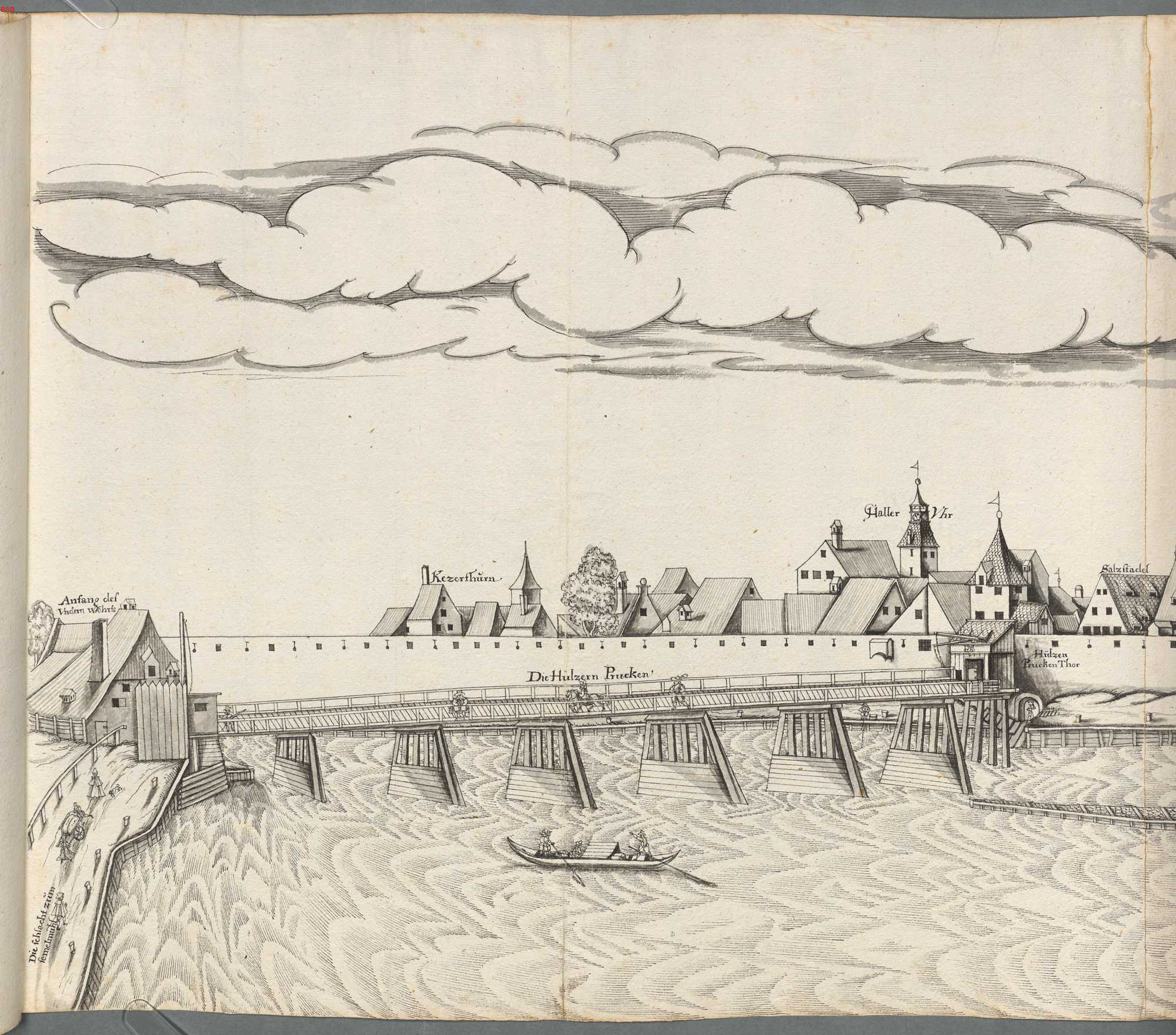
Anfang des Vndern Wöhrd. Die Hülzern Prucken (um 1630)

Diese Nutzungen machten die Anbindung der Insel an die Stadt über eine Holzbrücke erforderlich, deren Fußpunkt auf der Stadtseite dem Fußpunkt der heutigen Eisernen Brücke nahekommt.
Der Unterhalt der Brücke war aufwändig, denn sie wurde häufig durch Hochwasser und Eisgang beschädigt und im Verlauf der Kämpfe um Regensburg während des Dreißigjährigen Krieges zerstört.
Auf der Insel wurden auch die zum Bauen und Heizen benötigten Hölzer und Holzscheite zugerichtet und beschlagen und zusammen mit den Werkzeugen in mehreren Lagerhäusern gelagert. Die beschäftigten Arbeiter hatten ebenfalls ihre Hütten in der Nähe. Der Untere Wöhrd eignete sich auch als Lagerplatz zur Unterbringung durchziehender Truppen und zur Isolierung von Personen mit ansteckenden Krankheiten. Auf dem Ostteil der Insel – dem sogenannten Lazarett-Spitz – wurde ein Pestlazarett errichtet, das letztmals bei der Pestepidemie 1713 genutzt wurde, dessen Gebäude aber noch heute erhalten sind.
Um 1800 entstanden auf der Insel einige Gartenhäuser und Baumalleen, die von den Gesandten am Immerwährenden Reichstag als Ziele für ruhige Spaziergänge wärmstens empfohlen wurden. Mit der Ansiedlung der Maffeischen Werkstätten, einer Werft und Maschinenfabrik, erfolgte dann aber auch eine zunehmende Industrialisierung. Auch Schifffahrtsgesellschaften nutzen die Insel für die Einschiffung von Passagieren nach Passau, Wien und Budapest. 1856 wurde auf Höhe der Königlichen Villa am Nordufer der Donau ein großes Hafenbecken fertiggestellt und als Winterhafen genutzt.
Die baulichen Zeugnisse der industriellen Aktivitäten des 19. Jahrhunderts sind heute vollständig verloren. Auch das Becken des Winterhafens wurde nach dem Zweiten Weltkrieg mit Trümmerschutt aufgefüllt und dient heute als Großparkplatz. Erst nach dem Bau der Nibelungenbrücke und der damit erfolgten Anbindung des Unteren Wöhrds an das städtische Straßennetz wurde 1938 die Jugendherberge gebaut.